# Lluís Curós i Morató

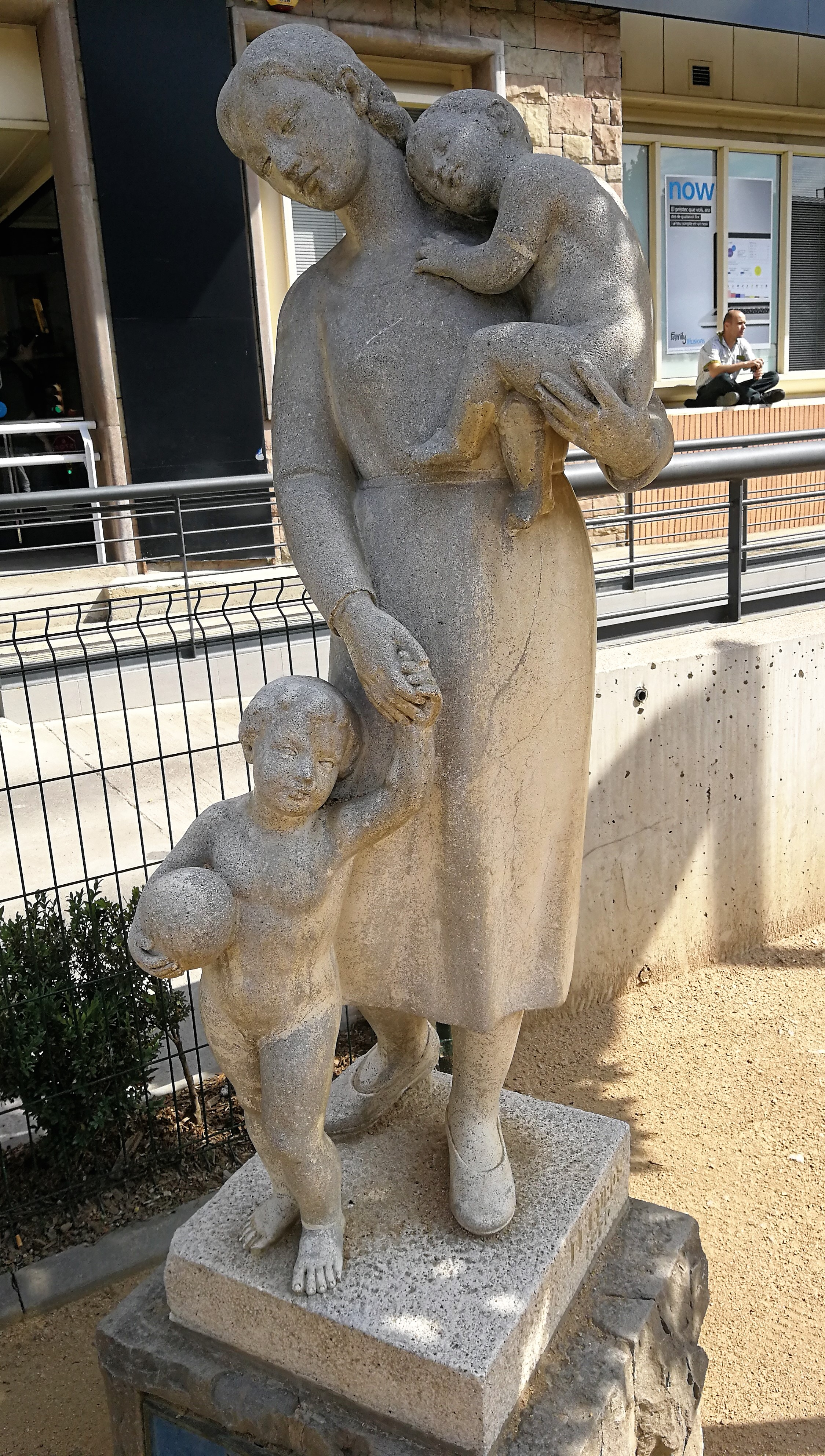
Lluís Curós: Figurengruppe zum Andenken an Dr. Agustí i Trilla, Olot 1970

Lluís Curós i Morató (* 1886 in Olot; † 1979 ebenda) war ein katalanischer Bildhauer aus der Künstlerstadt Olot.

## Leben und Werk
Curós war Schüler von Josep Berga i Boix, Iu Pascual und Martí Casadevall an der Escola de Belles Arts von Olot. Da er den Kontakt zu seiner Escola nie abbrach, lernte er auch Bartomeu Mas i Collellmir und Joan Vilà i Moncau als Kunstlehrer kennen. Zunächst arbeitete er als Bildhauer bei dem Unternehmen El Arte Christiano in Olot und später für andere Unternehmen, die religiöse Volkskunst herstellten; so verdiente er seinen Lebensunterhalt. 1910 richtete er zusammen mit dem Bildhauer Arseni Bertran eine Bildhauerwerkstatt ein. 1915 lernte er den Bildhauer Josep Clarà kennen. 1918 war er Mitbegründer der Akademie Sant Bruno in seiner Bildhauerwerkstatt. 1930 nahm Curós an der Gemeinschaftsausstellung Joventut (Jugend) der gesamten Provinz in Figueres teil. Im selben Jahr schuf er eine drei Meter hohe Skulptur für die Kathedrale in Panama-Stadt. 1935 kehrte er zu Studienzwecken an die Escola, die Kunstakademie von Olot, zurück. Hier studierte er bei Pere Créixams, Francesc Labarta, Xavier Nogués, Emili Bosch i Roger und Manuel Humbert.
1942, im Fast-Rentenalter von 56 Jahren, fasste Curós die Entscheidung, künstlerisch vollkommen eigenständige Wege zu gehen. Er wusste, wirkliche Kunst kennt kein Alter. Wirkliche Kunst erfordert eine beständige Offenheit und ein beständiges Lernen. Diese Haltungen hat er sein ganzes Leben in und mit der Schule von Olot gelebt. Er richtete sich nun ein eigenes Künstleratelier in der Carrer Macarnau in Olot ein. Er überwand seine Furcht, für die öffentliche Kunstwelt noch nicht genug entwickelt zu sein und trat mit seinen neuen Werken als reifer Künstler in die Öffentlichkeit. Er lebte ab jetzt seine Liebe für den Ton und das künstlerische Volumen. Er schuf nun ästhetisch wertvolle, kleinformatige, meist weibliche Skulpturen von großer Aussagekraft, Empfindsamkeit und Menschlichkeit. Die bevorzugten Materialien sind Terrakotta und Bronzeguss. Seine Werke repräsentieren eine energische Bildhauerkunst, die irgendwo zwischen dem Hellenismus und dem Humanismus eines Manolo Martínez Hugué angesiedelt ist. Mit dieser Kunst erreichte Curós auf Ausstellungen in Olot und Barcelona allergrößte Resonanz und Anerkennung.
Diese spät aufgebrochenen künstlerischen Erkenntnisse gab Curós an seine exzeptionelle Schülerin Rosa Serra weiter. Sie nahm die Impulse auf und führte sie in einem vollkommen eigenständigen künstlerischen Weg weiter. Sie mündeten in einer vollkommen neuen katalanischen Bildhauerkunst. Gleichzeitig wurde Rosa Serra für den „alten“ Curós eine Art Schutzengel, der ihm hoch kreatives Arbeiten im Alter ermöglichte.
Über die Kleinskulpturen hinaus schuf Curós Büsten von notablen Persönlichkeiten wie von Joaquim Danés, Josep Pla, Nolasc del Molar und Alexander Fleming. Diese Kunstwerke im öffentlichen Raum weisen auf die Hochschätzung hin, die dieser Künstler sich in späten Lebensphasen erworben hat. Das Garrotxa-Museum in Olot zeigt zahlreiche seiner meist kleinformatigen Skulpturen.